# Nová Ves, Mělník
Nová Ves là một làng thuộc huyện Mělník, vùng Středočeský, Cộng hòa Séc.